# 3 جمادى الأولى
- السبت
- الأحد
- الاثنين
- الثلاثاء
- الأربعاء
- الخميس
- الجمعة

- 302 نوفمبر 2024
- 13 نوفمبر 2024
- 24 نوفمبر 2024
- 35 نوفمبر 2024
- 46 نوفمبر 2024
- 57 نوفمبر 2024
- 68 نوفمبر 2024
- 79 نوفمبر 2024
- 810 نوفمبر 2024
- 911 نوفمبر 2024
- 1012 نوفمبر 2024
- 1113 نوفمبر 2024
- 1214 نوفمبر 2024
- 1315 نوفمبر 2024
- 1416 نوفمبر 2024
- 1517 نوفمبر 2024
- 1618 نوفمبر 2024
- 1719 نوفمبر 2024
- 1820 نوفمبر 2024
- 1921 نوفمبر 2024
- 2022 نوفمبر 2024
- 2123 نوفمبر 2024
- 2224 نوفمبر 2024
- 2325 نوفمبر 2024
- 2426 نوفمبر 2024
- 2527 نوفمبر 2024
- 2628 نوفمبر 2024
- 2729 نوفمبر 2024
- 2830 نوفمبر 2024
- 291 ديسمبر 2024
- 12 ديسمبر 2024
- 23 ديسمبر 2024
- 34 ديسمبر 2024
- 45 ديسمبر 2024
- 56 ديسمبر 2024

3 جُمادى الأولى أو 3 جُمادی‌ الاَوَّل أو يوم 3 \ 5 (اليوم الثالث من الشهر الخامس) هو اليوم الحادي والعُشرون بعد المائة (121) من أيَّام السنة (أو الثاني والعُشرون بعد المائة لو كان شهر ربيع الآخر مُتممًا لليوم الثلاثين أو الثالث والعُشرون بعد المائة لو أتم كلاً من صفر وربيع الآخر ثلاثين يوماً) وفق التقويم الهجري القمري (العربي). يبقى بعده 233 أو 234 يومًا لانتهاء السنة.

## أحداث
- 13هـ - وقوع معركة أجنادين بين المسلمين بقيادة خالد بن الوليد والبيزنطيين قرب مدينة الرملة في فلسطين.
- 1055هـ - العثمانيون يبدءون في حملة عسكرية لفتح جزيرة كريت الواقعة في البحر المتوسط، والتي كان يسيطر عليها البنادقة. وقد تحولت كريت إلى ساحة حرب كبرى بين الدولة العثمانية وأوروبا المسيحية على مدار ربع قرن.
- 1083هـ - الجيش العثماني يستولي على قلعة كاماينجو البولونية الحصينة الواقعة على نهر تورلا، بعد 9 أيام من الحصار.
- 1096هـ - القائد العثماني فندق مصطفى باشا - حاكم البوسنة - يهزم جيش البندقية في معركة شين.
- 1362هـ -
  - قوات الحلفاء تدخل مدينة تونس أثناء الحرب العالمية الثانية بعد طرد القوات الألمانية النازية من تونس.
  - القوات الإنجليزية تقتحم قصر حمام الأنف وتعتقل الباي التونسي «محمد المنصف».
- 1367هـ - العصابات الصهيونية ترتكب مجزرة قرية الحسينية بفلسطين، حيث تم تفجير قنابل تسببت بمقتل 30 عربيًّا.
- 1371هـ - الملك فاروق يقيل حكومة مصطفى النحاس باشا بعد حريق القاهرة.
- 1402هـ - تونس وليبيا توقعان اتفاقًا للتكامل والتعاون بين البلدين.
- 1406هـ -
  - إسرائيل توافق على التحكيم بشأن مسألة طابا المختلف على سيادتها مع مصر.
  - إندلاع قتال بين جناحين في الحزب الحاكم في جمهورية اليمن الديمقراطية الشعبية يؤدي إلى مقتل عشرة آلاف شخص وتغيير الحكومة وإعدام الرئيس الأسبق عبد الفتاح إسماعيل الجوفي ورفاقه علي أحمد ناصر عنتر وعلي شائع هادي وصالح مصلح قاسم.
- 1422هـ - ميجاواتي سوكارنوبوتري تتولى رئاسة إندونيسيا لتكون أول امرأة تصل إلى هذا المنصب في أكبر دولة إسلامية في العالم.
- 1436هـ -
  - الجيشُ التُركيّ ينقل ضريح سليمان شاه جد السُلالة العُثمانيَّة من شمال حلب إلى منطقة أشمة السوريَّة على مسافة 200 متر من الحُدود التُركيَّة، بعد أن كان تنظيم داعش قد هدد بنسفه.
  - الرئيس اليمني عبد ربه منصور هادي يتمكن من الفرار إلى عدن بعد الإقامة الجبرية التي فرضها عليه الحوثيون في صنعاء.
- 1438هـ - قمة أديس أبابا تُسفِر عن عودة المغرب رسميا للاتحاد الأفريقي بعد تأييد 40 دولة لعودته.
- 1441هـ - القوات الجوية الأمريكية تشُن غارة على عدَّة معسكرات تابعة لِلحشد الشعبي وكتائب حزب الله العراق مما أدَّى إلى مقتل 25 مقاتلًا وإصابة 55 آخرين.

## مواليد
- 1299هـ - محمد فؤاد عبد الباقي، محقق ومفهرس مسلم مصري.
- 1322هـ - سراج منير، ممثل مصري.
- 1361هـ - إبراهيم عبد الرازق، ممثل مصري.
- 1364هـ - كاظم القلاف، ممثل ومخرج كويتي.
- 1365هـ - نجوى إبراهيم، مذيعة وممثلة مصرية.
- 1368هـ - بندر بن سلطان بن عبد العزيز آل سعود، الأمين العام لمجلس الأمن الوطني السعودي.
- 1377هـ - صباح بركات، ممثلة سورية.
- 1401هـ - سلمى صباحي، مغنية مصرية.

## وفيات
- 905هـ - أحمد بن عبية المقدسي، فقيه شافعي وقاضي وشاعر مقدسي.
- 1308هـ - محمد فيضي الزهاوي - فقيه وعالم دين عراقي.
- 1406هـ - عبد الفتاح إسماعيل الجوفي، رئيس جمهورية اليمن الديمقراطية الشعبية.
- 1409هـ - محمد خليفة التونسي، كاتب ومترجم مصري.
- 1426هـ - عبد الله محمود، ممثل مصري.
- 1432هـ - ضياء الدين داوود، سياسي مصري.

## وصلات خارجية
- موقع قصة الإسلام: حدث في شهر جُمادى الأولى.